# باشگاه فوتبال هورویا
باشگاه فوتبال هورویا (انگلیسی: Horoya AC) یک باشگاه فوتبال در شهر کوناکری، گینه است.
این باشگاه که در سال ۱۹۷۵ تأسیس شده با ۲۰ قهرمانی در مسابقات قهرمانی ملی فوتبال گینه و ۹ قهرمانی در جام حذفی فوتبال گینه پرافتخارترین باشگاه در این مسابقات محسوب می‌شود.